# Пашківська сільська рада (Макарівський район)
| Пашківська сільська рада — орган місцевого самоврядування у Макарівському районі Київської області з адміністративним центром у с. Пашківка. Історична дата утворення: в 1929 році. Водоймища на території, підпорядкованій даній раді: річка Лупа. Сільській раді підпорядковані населені пункти: - с. Пашківка - с. Вітрівка |

## Склад ради
Рада складається з 14 депутатів та голови.

### Керівний склад ради
| ПІБ                      | Основні відомості                                                                       | Дата обрання | Дата звільнення |
| ------------------------ | --------------------------------------------------------------------------------------- | ------------ | --------------- |
| Каштан Валентина Юріївна | Сільський голова, 1960 року народження, освіта, позапартійна                            | 26.03.2006   | 31.10.2010      |
| Каштан Валентина Юріївна | Сільський голова, 1960 року народження, освіта середня спеціальна, член Партії регіонів | 31.10.2010   |                 |

Примітка: таблиця складена за даними джерела